# Xoanodera laticornis
Xoanodera laticornis is een kever uit de familie van de boktorren (Cerambycidae). De wetenschappelijke naam van de soort werd voor het eerst geldig gepubliceerd in 1891 door Charles Joseph Gahan.